# Aéroport Paris-Charles de Gaulle
Aéroport Paris-Charles de Gaulle (IATA: CDG, ICAO: LFPG) (engelsk: Charles de Gaulle International Airport), også kendt som Roissy-Charles-de-Gaulle eller bare Roissy, er en fransk lufthavn lokaliseret godt 30 km nord-øst for Paris. Lufthavnen er med sine ca. 60 millioner årlige passagerer Frankrigs største lufthavn og en af Europas største lufthavne. Lufthavnen er tilgængelig via motorveje, fjerntog (TGV hhv. Eurostar), RER B og flere buslinjer, som går direkte til lufthavnen.
Lufthavnens tre terminaler dækker henholdsvis udenrigsflyvninger til Europa (terminal 1), udenrigsflyvninger til USA, Canada, Afrika og Asien m.m. (terminal 2) og indenrigsflyvninger (terminal 3). I terminal 2 afgår hurtigtoget TGV til Paris samt Eurostar til London og Bruxelles.
I 2000 styrtede Air France Flight 4590, som var en Concorde, ned i et hotel der ligger i nærheden af lufthavnen. Der døde 113 mennesker. Der var 4 inde i hotellet, da det skete. Dette er den eneste ulykke der er sket med en Concorde.
Lufthavnen er navngivet efter den tidligere franske præsident Charles de Gaulle (1890-1970).

## Statistik
Se kilde Wikidata forespørgsel og kilder.